# 특별손실
특별손실(特別損失)은 기업에서 비경상적이며 비반복적으로 일어나며 발생빈도가 매우 낮은 손실이다.

## 종류
다음과 같은 것들이 있다.
- 재해손실

화재나 천재지변 등으로 인하여 상품, 건물, 비품 등의 자산이 사라지거나 못 쓰게 되었을 경우 해당 금액만큼을 재해손실로 처리한다.
- 도난손실

거액의 자산을 도난당하였을 경우 도난손실로 처리한다.
- 기타의 특별손실